# Virus emergent
Un virus emergent és un virus que ha aparegut recentment, que augmenta notablement en incidència o en afectació geogràfica o que pot augmentar en un futur proper. Els virus emergents són una de les principals causes de malalties infeccioses emergents i plantegen desafiaments a la salut pública a nivell mundial, donat el seu potencial per causar brots de malalties que poden provocar epidèmies i pandèmies. A més de causar malalties, els virus emergents també poden tenir greus implicacions econòmiques.
Entre els exemples més recents de virus emergents hi ha els coronavirus relacionats amb la SARS, que han provocat l'esclat de la SARS 2002-2004 (SARS-CoV-1) i la pandèmia de COVID-19 (SARS-CoV-2) del 2019-20. Altres exemples inclouen el virus de la immunodeficiència humana que causa la SIDA; els virus responsables de l'Ebola; el virus de la grip H5N1 responsable de la grip aviària; i H1N1/09, que van causar la pandèmia de la grip porcina de 2009 (una soca emergent anterior de H1N1 que va provocar la pandèmia de grip de 1918). L'emergència viral en humans és sovint una conseqüència de la zoonosi, que implica un salt entre espècies d'una malaltia vírica cap als humans des d'altres animals. Com que existeixen virus zoonòtics als reservoris dels animals, són molt més difícils d'erradicar i, per tant, poden establir infeccions persistents en poblacions humanes.
No s'han de confondre els virus emergents amb els virus re-emergents o els virus detectats recentment. Un virus re-emergent es considera generalment un virus aparegut anteriorment que experimenta un ressorgiment, per exemple el virus del xarampió. Un virus detectat recentment és un virus que no s'havia reconegut prèviament i que havia circulat per l'espècie com a infeccions endèmiques o epidèmiques. Els virus detectats recentment poden no haver estat detectats perquè no deixaven pistes distintives o no es podien aïllar ni propagar en cultiu cel·lular. Alguns exemples són el rinovirus humà (una de les principals causes de refredats comuns que es va identificar per primera vegada el 1956), l'hepatitis C (finalment identificada el 1989), i el metapneumovirus humà (descrit per primera vegada el 2001, però que es creu que circulava des del segle xix). Com que la detecció d'aquests virus es basa en la tecnologia, és probable que el nombre que se'n vagi recollint augmenti.